# Lacinipolia teligera
Lacinipolia teligera là một loài bướm đêm trong họ Noctuidae.